# 東鵬控股
東鵬控股股份有限公司，簡稱東鵬控股（英語：DongPeng Holdings Company Limited；深交所：003012；港交所除牌前：3386.HK）為一家曾於香港聯合交易所掛牌上市的公司，主要在中國從事設計、開發、生產、營銷及銷售瓷磚及衛浴產品。

## 2013年上市
公司於2013年11月18日於香港進行IPO，招股價介乎3.68至4.55元，每手1000股，計及手續費，每手入場費 4595.86元。以招股價中位數計算，集資淨額約9億5380萬元，計劃同月29日上市。
2013年11月26日，公司公佈經考慮市況，招股價定於2.94元，較原先為低，集資額降至7.33億元，公開發售超額1.73倍。由於需重印招股書，延至同年12月9日上市。

## 業績
2013年︰2014年3月27日公布截至去年12月底止全年業績，錄得純利3.39億元人民幣(下同)，按年升103.07%；每股盈利36分；派末期息7港仙。經調整純利3.8億元，升120.5%。期內，營業額33.68億元；毛利12.48億元，按年升40.53%。

## 私有化
2016年1月31日，該公司被控股公司利堅投資有限公司和Max Glory Ltd.，以每股4.48港元或以總代價14.8644億港元私有化，原因曾在2013年12月9日上市以來，長期股價表現疲弱；2016年6月22日撤銷上市。

## 連結
- 東鵬控股 （页面存档备份，存于）